# SN 2006oj
SN 2006oj – supernowa typu Ia odkryta 31 października 2006 roku w galaktyce A010849-0059. W momencie odkrycia miała maksymalną jasność 22,20m.